# جون ويتلي
جون ويتلي (بالإنجليزية: John Wheatley)‏ (و. 1927 – 1986 م) هو فيزيائي، وأستاذ جامعي من الولايات المتحدة الأمريكية . ولد في توسون. وكان عضواً في الأكاديمية الوطنية للعلوم .
توفي في لوس أنجلوس، عن عمر يناهز 59 عاماً.

## التعليم
تعلم في جامعة بيتسبرغ

## مناصب وهيئات
أدار جامعة كاليفورنيا (لوس أنجلوس)، وجامعة إلينوي في إربانا-شامبين، وجامعة كاليفورنيا (سان دييغو).

## جوائز
حصل على جوائز منها:
- جائزة فريتز لندن التذكارية [الإنجليزية]‏ (1975)
- زمالة غوغنهايم.